# 加治木駅
加治木駅（かじきえき）は、鹿児島県姶良市加治木町反土にある、九州旅客鉄道（JR九州）日豊本線の駅。事務管コードは▲940521。

## 歴史
- 1901年（明治34年）6月10日：鉄道作業局が開設[3]。
- 1945年（昭和20年）4月26日：加治木空襲により初代駅本屋焼失。
- 1952年（昭和27年）3月25日：鉄筋コンクリート造の駅舎に改築[4]。
- 1972年（昭和47年）
  - 4月1日：小口扱を除く貨物営業を廃止[5]。
  - 10月20日：第27回国民体育大会に出席するために来県した天皇、皇后が乗車するお召し列車が加治木駅 - 鹿児島駅間で運行[6]。
- 1974年（昭和49年）10月1日：小口扱の貨物営業を廃止[5]。
- 1985年（昭和60年）3月14日：荷物扱い廃止[5]。
- 1987年（昭和62年）4月1日：国鉄分割民営化により九州旅客鉄道が継承[5]。
- 1993年（平成5年）
  - 8月6日：平成5年8月豪雨により当駅を含む西都城駅 - 鹿児島駅間が運転見合わせとなる[7]。
  - 9月19日：国分駅 - 鹿児島駅間で運転を再開する[7]。
- 2012年（平成24年）12月1日：ICカードSUGOCAの利用を開始[8]。
- 2014年（平成26年）2月1日：みどりの窓口営業開始。
- 2023年（令和5年）10月1日：JR九州サービスサポートによる業務委託駅から[9]九州旅客鉄道本体による直営駅へと変更される[10]。

## 駅構造
単式ホーム2面2線を有する地上駅。互いのホームは跨線橋で連絡している。
JR九州本体が駅業務を実施する直営駅である。みどりの窓口が設置されている。
IC乗車カード「SUGOCA」の利用が可能（相互利用可能ICカードはSUGOCAの項を参照）で、簡易SUGOCA改札機が設置されている。SUGOCAはみどりの窓口や自動券売機（無記名式のみ）で購入できる。
タッチパネル式のICカード対応自動券売機が設置されており、SUGOCAポイントのチャージやICカードでの特急券の購入などが行える。また、改札内にもICカードチャージ機が設置されている。

### のりば
| のりば | 路線      | 方向 | 行先                         |
| ------ | --------- | ---- | ---------------------------- |
| 1      | ■日豊本線 | 下り | 鹿児島・鹿児島中央方面       |
| 3      | ■日豊本線 | 上り | 隼人・都城・南宮崎・宮崎方面 |

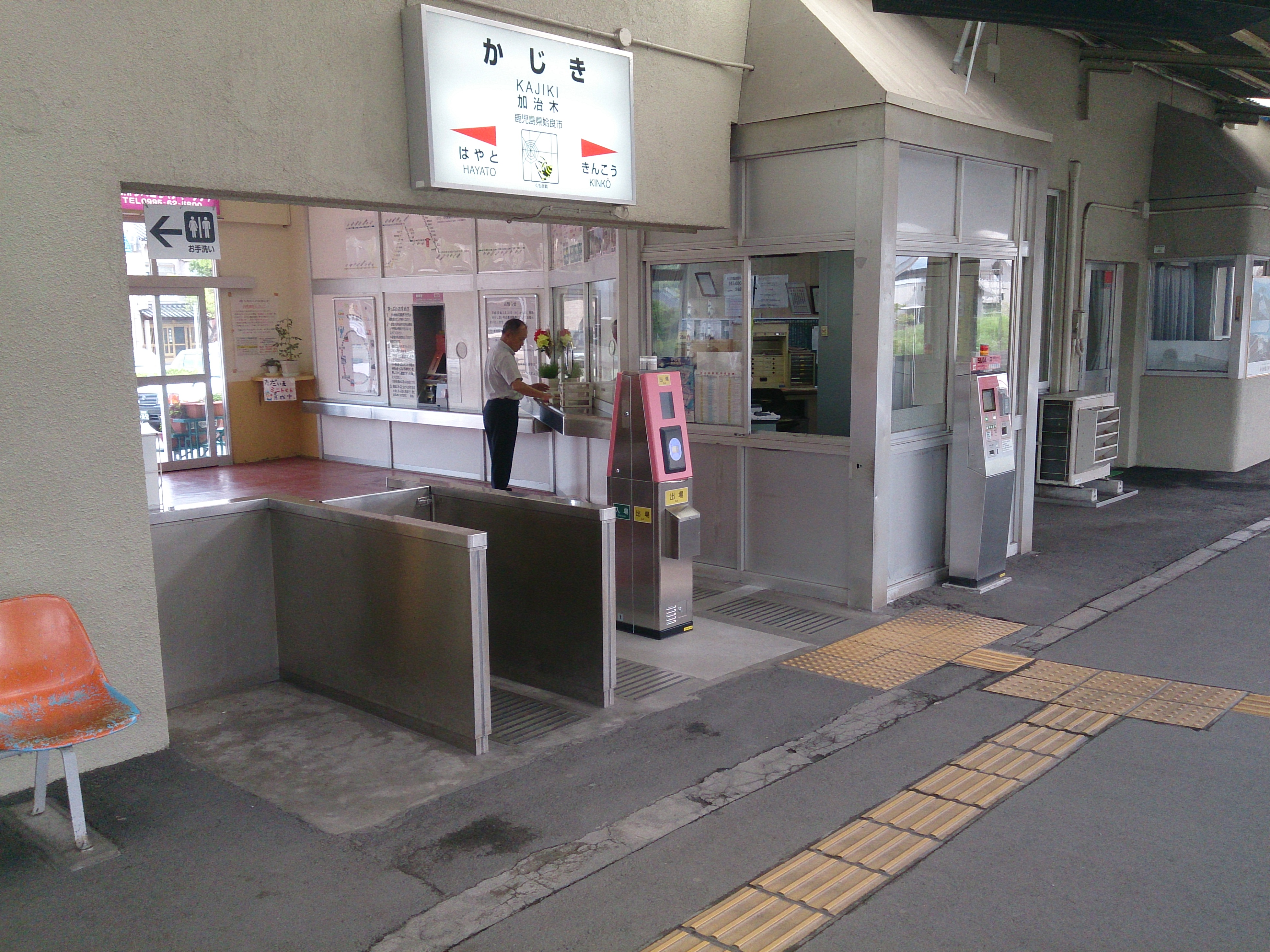
ホームから見た改札口
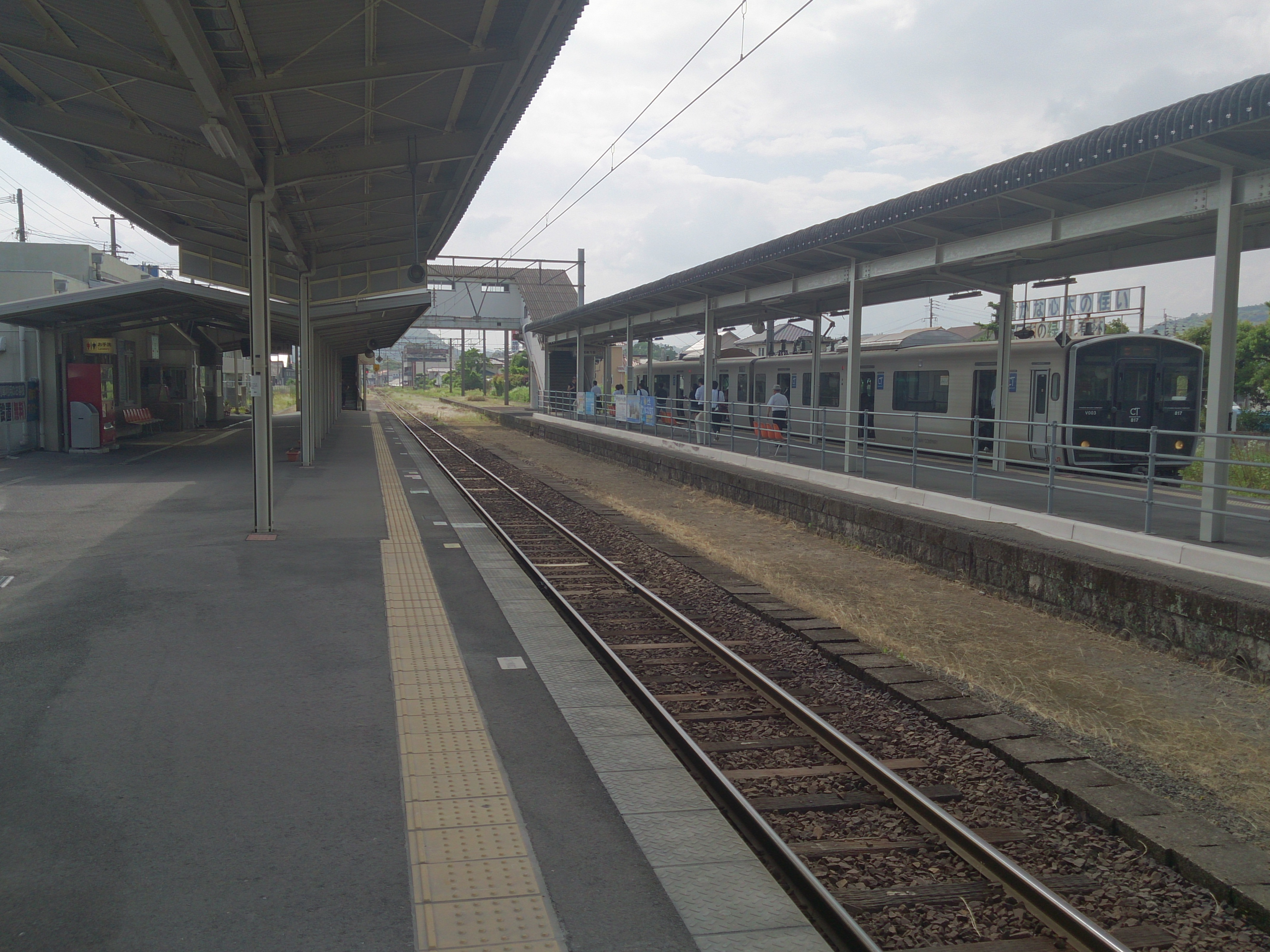
左が1番のりば、右が3番のりば（鹿児島中央駅方面を見る）

## 利用状況
- 2023年度の1日平均乗車人員は1,670人である[12]。

| 年度 | 1日平均 乗車人員 | 1日平均 乗降人員 |
| ---- | ---------------- | ---------------- |
| 2004 |                  | 3,780            |
| 2005 |                  | 3,706            |
| 2006 |                  | 3,660            |
| 2007 | 1,760            | 3,526            |
| 2008 | 1,708            | 3,421            |
| 2009 | 1,635            | 3,274            |
| 2010 | 1,615            | 3,235            |
| 2011 | 1,714            | 3,433            |
| 2012 | 1,717            | 3,445            |
| 2013 | 1,801            | 3,611            |
| 2014 | 1,707            | 3,421            |
| 2015 | 1,777            | 3,557            |
| 2016 | 1,773            | 3,543            |
| 2017 | 1,827            | 3,654            |
| 2018 | 1,790            |                  |
| 2019 | 1,800            |                  |
| 2020 | 1,630            |                  |
| 2021 | 1,604            |                  |
| 2022 | 1,615            |                  |
| 2023 | 1,670            |                  |

## 駅周辺
旧・加治木町の中心部。周辺には地方検察庁と地方裁判所の支部、税務署などが置かれている。加治木は古くからの港町で、鉄道開通以後は衰退していたが、近年鹿児島市のベッドタウンとして再開発が進んでいる。姶良市役所加治木総合支所は当駅と隣の錦江駅との中間くらいに所在する。
- 姶良市役所加治木総合支所（旧・加治木町役場）
- 加治木郵便局
- 鹿児島県立加治木高等学校
- 鹿児島県立加治木工業高等学校
- 姶良市立加治木図書館
- 姶良市立柁城小学校
- 加治木年金事務所
- 加治木労働基準監督署
- 鹿児島地方検察庁加治木支部
- 鹿児島地方裁判所加治木支部
- 加治木税務署
- 加治木温泉

## バス路線
- 南国交通：加治木港、イオンタウン姶良、姶良NT、鹿児島空港、溝辺方面
- 加治木巡回バス：市来原、西浦、龍門滝温泉方面

※かつてはJR九州バス（加治木線：加治木駅 - 蒲生町 - 入来町）が運行されていた。

## 隣の駅
九州旅客鉄道（JR九州）
■日豊本線
- 特急「きりしま」一部停車駅
  - 最速達列車の9・12号を除き全列車停車。2022年3月21日まで運転された「はやとの風」は当駅を通過していた。

■普通
隼人駅 - 加治木駅 - 錦江駅